# Cottun
Cottun település Franciaországban, Calvados megyében. Lakosainak száma 232 fő (2022. január 1.). Cottun Barbeville, Campigny, Crouay, Cussy, Ranchy és Tour-en-Bessin községekkel határos.

## Népesség
A település népességének változása:
| Lakosok száma | 89   | 193  | 175  | 178  | 196  | 209  | 222  | 229  | 230  | 232  |
|               | 1968 | 1982 | 1990 | 2006 | 2013 | 2015 | 2017 | 2019 | 2020 | 2022 |